# Jens Poul Andersen
Jens Poul Andersen (26. oktober 1844  –  13. juni 1935) var en dansk opfinder. Han konstruerede nogle af de tidligste danske kameraer. Peter Elfelt brugte et af hans filmkameraer til den første danske filmoptagelse i 1897.

## Tidligt liv og uddannelse
Andersen blev født den 26. oktober 1844 i Huseby, Annisse Sogn, søn af landmand Anders Pedersen (ca. 1817–78) og Ane Sørensdatter (ca. 1821–1904). Han blev oprindeligt uddannet som snedker, men maleren PC Skovgaard sørgede senere for, at han blev uddannet som maler i Frederiksværk. Han supplerede sin sparsomme skolegang på Classens skole, hvor han snart blev kendt for sin håndtering af forskellige apparater.

## Karriere
I 1866 begyndte Andersen at arbejde som snedker og mekaniker på sit eget værksted i Nellerød. Han konstruerede sit første kamera i 1866, delvist inspireret af LG Kleffels "Fuldstændig Veiledning i praktisk Fotografi" (dansk udgave, 1865).  Hans vigtigste tekniske opfindelse var en forbedring af "våde kollodiumproces", som gjorde det muligt at belægge, sensibilisere, eksponere og udvikle det fotografiske materiale inde i kameraet. I 1876-77 fik han patent på et lyskamera, der eliminerede behovet for et bærbart mørkekammer til brug i marken. Han indledte et samarbejde med fotograf Peter L. Petersen (efter 1901: Elfelt), der i 1883 fik eneret til at sælge Andersens kameraer. Andersen producerede kameraer og andet fotografisk udstyr såsom stereoskoper såvel som mikroskoper og Nivelleringsinstrumenter. Hans kreationer var repræsenteret på den nordiske udstilling i 1888 . Han blev ofte overset eller snydt af producenter.
Han skabte også en lang række andre produkter i sit værksted, herunder kikkerter og guitarer. 

## Eftermæle
Et af hans fineste værker var et filmkamera til Elfelt fra 1896–97, der blev brugt til de første filmoptagelser i Danmark. Et senere forbedret kamera (unicum, der oprindeligt blev introduceret af Bausch og Lomb ) fra 1904 er nu i Danmarks Nationalmuseums samlinger. Et kamera lavet til Familie Journalens Holger Rosenberg (til 160 optagelser på en uperforeret 35 mm film) vises nu på Dansk Teknisk Museum i Helsingør.